# Dragvendil
Dragvendil var ett ryktbart svärd som på 700-talet kom i den norska Hrafnistaättens ägo. Svärdet omtalas i Ketils saga hœngs, Gríms saga loðinkinna och Egils saga Skallagrímssonar. Det är också medtaget i Namntulornas förteckning över berömda svärd.
Namnet Dragvendil kan betyda ”svärd som dras (ur skidan)”, eller troligare ”svärd som är så långt att det släpar på marken”. Hrafnistamännen, som enligt de isländska genealogierna troddes vara släkt med trollen, beskrivs i sagorna som ovanligt storvuxna, och det vore då inte så konstigt om också ättens svärd kan ha uppfattats som stort.

## Svärdets historia
Svärdets förste kände ägare var en jätte vid namn Guse (Gusir), som dräptes av Kettil hanlax (Ketill hœngr) i en pilbågsduell. Kettil tog därefter den dödes vapen: tre magiska pilar och svärdet Dragvendil.
I källorna är svärdet omtalat som ett holmgångsvapen. Både Kettil och sonen Grim ludenkind (Grímr loðinkinni) använde det för att gallra bland sina döttrars friare.
Svärdet var det vassaste av alla svärd, vilket gjorde det till ett utmärkt förstahuggs-vapen. Detta hade betydelse då det var den som blivit utmanad som fick hugga först. När till exempel Grim ludenkind utmanades av bärsärken Sverker (Sǫrkvir), så var ett hugg tillräckligt. Det klöv Sverkers sköld på längden och hans sköldhållare (”sekundant”) på tvären (från vänster skuldra till höger höft) samt kapade dessutom Sverkers båda ben, det ena ovanför knäet, det andra nedanför.
Men svärdet hade en svaghet. Det kunde göras verkningslöst om utmanaren kände till sådana kraftkväden som dövar eggar. I Kettils holmgång mot Odensdyrkaren Framar gjorde dennes besvärjelser klingan oduglig. Huggen träffade, men svärdet bet inte. Förtvivlat manade Kettil det slöa svärdet att skärpa sig – men vasst blev det först när han vänt det i handen ”så att den andra eggen kom fram”. Här får vi alltså veta att svärdet var tveeggat, samt att Framars trolldom endast hade dövat den eggsida som han hade riktad mot sig. När den odövade eggen vändes framåt bet svärdet och Framar, som klövs på längden från skuldran till höften, improviserade förvånat en lausavísa på málaháttr där han konstaterade att svärdet blivit vasst igen samt att Oden hade svikit honom. Sedan dog han. Han hade då sönderfallit i två delar.
| Hug hade Hanlaxen, huggvass var Dragvendil, bet Odins ord som om intet det varit: Balders far svek mig, brytarn av löften! Njut dina händers verk – här må vi skiljas! | Hugr er í Hængi, hvass er Dragvendill, beit hann orð Óðins sem ekki væri; Brásk nú Baldrs faðir, brigt er trúa hánum; Njót þú heill handa, her munum skiljask. |  |

Efter Grim ludenkind försvinner Dragvendil ur fornaldarsagorna.

### Egils saga
Sedan Egil Skallagrimsson tack vare sin huvudlösendrapa hade undkommit kung Erik blodyx, gav han sin vän Arinbjörn två guldringar som tack för hjälpen. Som gengåva fick Egil klenodsvärdet Dragvendil. Detta svärd hade Arinbjörn fått från Torolf Skallagrimsson, som fått det av sin far som ärvt det från brodern Torolf Kvällulvsson, som i sin tur fått det i arv från Grim ludenkind vars far var Kettil hanlax. ”Det svärdet hade Kettil haft i alla sina holmgångar, och det var det vassaste av svärd”, står det i Egils saga.
Att svärdet fortfarande kunde bita visade sig i holmgången mot den svenske bärsärken Ljot den bleke (Ljótr inn bleiki) som fick benet avklippt. Men när Egil i sin nästa holmgång mötte Atle den korte (Atli inn skammi) fick han problem, ty Atle var väl förtrogen med Odens magiska konster.
| ” | Egil högg till honom i axeln, men svärdet bet inte. Han högg en andra gång och en tredje. Det var lätt för honom att få in hugg på Atle, som saknade sköld. Egil svingade svärdet av all sin kraft, men det bet inte var han än riktade huggen. Då insåg han att detta kunde gå illa, ty hans egen sköld hade blivit sönderhuggen. Egil kastade då ifrån sig svärd och sköld och for på Atle och grep honom med händerna. Nu röntes det vem som var starkast. Atle föll baklänges och Egil över honom och bet av honom strupen. Där förlorade Atle livet. | „ |

Atle hade inte tänkt på att döva Egils tänder. Om detta diktade Egil sedan en lausavísa:
| Bet ej i den barske blå och skarp Dragvendil: Dolskt han dragna klingan dövat, Atle korte. Stöp han dock för styrkan, stor i många orden, ulvens vassa vapen [=tänderna] vart jag nödd att bruka. | Beitat nú, sás brugðum, blár Dragvendill randir, af þvít eggjar deyfði Atli, framm, enn skammi; neyttak afls víð ýti ǫrmálgastan hjǫrva, jaxlbróður létk eyða, ek bar sauð, af nauðum. |  |

Efter detta försvinner svärdet ur hävderna. Det berättas att Egil efter sin död fick sina vapen med sig i gravhögen, men om Dragvendil var ett av dessa omtalas inte.